# 8268 Goerdeler
8268 Goerdeler è un asteroide della fascia principale. Scoperto nel 1987, presenta un'orbita caratterizzata da un semiasse maggiore pari a 2,7576111 UA e da un'eccentricità di 0,0475169, inclinata di 5,23349° rispetto all'eclittica.
Dall'11 aprile al 10 giugno 1998, quando 8583 Froberger ricevette la denominazione ufficiale, è stato l'asteroide denominato con il più alto numero ordinale. Prima della sua denominazione, il primato era di 8116 Jeanperrin.
L'asteroide è dedicato al politico tedesco Carl Friedrich Goerdeler.